# Prudential
Prudential je výšková budova nacházející se na náměstí varšavských povstalců v polské metropoli Varšavě. Budova byla postavena v letech 1931 až 1933 ve stylu art deco a po dokončení se stala s výškou 66 metrů nejvyšší budovou Polska a třetí nejvyšší budovou v Evropě (po Edificio Telefónica a Boerentoren). 
Architekty stavby byli Marcin Weinfeld a Stefan Bryła. Budova byla těžce poškozena během Varšavského povstání v roce 1944. Po druhé světové válce byla zrekonstruována ve stylu socialistického realismu a v roce 1954 otevřená jako Hotel Warszawa. Mezi lety 2010-2018 byla budova zavřená kvůli rekonstrukci a byla přestavena zpět na art deco, v budově je 17 pater.